# Kukawka (województwo mazowieckie)
Kukawka – osada leśna w Polsce położona w województwie mazowieckim, w powiecie kozienickim, w gminie Grabów nad Pilicą.
W latach 1975–1998 miejscowość administracyjnie należała do województwa radomskiego.